# Aradan (Verwaltungsbezirk)
Aradan (persisch شهرستان آرادان) ist ein Schahrestan in der Provinz Semnan im Iran. Er enthält die Stadt Aradan, welche die Hauptstadt des Verwaltungsbezirks ist. 

## Demografie
Bei der Volkszählung 2016 betrug die Einwohnerzahl des Schahrestan 13.884. Die Alphabetisierung lag bei 82 Prozent der Bevölkerung. Knapp 54 Prozent der Bevölkerung lebten in urbanen Regionen.
| Zensusjahr | Einwohnerzahl |
| ---------- | ------------- |
| 2011       | 15.575        |
| 2016       | 13.884        |